# Кържишче при Чатежу
Кържишче при Чатежу (на словенски: Kržišče pri Čatežu) е село в Словения, регион Средна Словения, община Лития. Според Националната статистическа служба на Република Словения през 2015 г. селото има 14 жители.